# Afinia Gemina Baebiana
Afinia Gemina Baebiana war die Gattin des römischen Kaisers Trebonianus Gallus. Sie lebte im 3. Jahrhundert n. Chr.
Über das Leben Baebianas ist nichts bekannt. Mit Trebonianus Gallus hatte sie den Sohn Volusianus und vermutlich eine Tochter, Vibia Galla.
Nach der Erhebung des Trebonianus Gallus zum Augustus blieb Baebiana der Titel einer Augusta verwehrt. Ob es daran lag, dass Baebiana schon tot war, oder daran, dass die Augusta Herennia Cupressenia Etruscilla noch lebte und man eine prekäre Konkurrenz vermeiden wollte, bleibt unklar.